# Raleigh (Floryda)
Raleigh – jednostka osadnicza w Stanach Zjednoczonych, w stanie Floryda, w hrabstwie Levy.